# 트윈 핌플 습격
트윈 핌플 습격(Twin Pimples raid)은 1941년 7월 17일부터 7월 18일까지 제2차 세계 대전의 서부 사막 전역에서 일어난 전투이다.